# Nieuw-Siberische Eilanden
De Nieuw-Siberische Eilanden (Russisch: Новосибирские острова, Novossibirskije ostrova, Jakoets: Саҥа Сибиир арыылара, Sanga Sibiir aryylara) zijn een archipel, gesitueerd ten noorden van de Oost-Siberische kust tussen de Laptevzee en de Oost-Siberische Zee. De eilandengroep ligt ten noorden van Ruslands grootste autonome republiek, Jakoetië, enkel van elkaar gescheiden door de Straat van Dmitri Laptev.
De Nieuw-Siberische Eilanden zijn te verdelen in:
- Anzjoe-eilanden (noorden)
- Ljachovski-eilanden (zuiden)
- De Longeilanden (oosten)

De archipel bestaat uit vier grotere eilanden van meer dan 10.000 km² en vele kleinere in de omgeving. De Anzjoe-eilanden worden van de Ljachovski-eilanden gescheiden door de Straat van Sannikov.
Het grootste deel van de archipel is laaggelegen en bestaat uit los sediment. Het westelijk deel bestaat uit kalksteen en leisteen. Er heerst een ijsklimaat. Er ligt negen maanden van het jaar sneeuw. De gemiddelde januaritemperatuur is -30 °C en de gemiddelde julitemperatuur bedraagt 3 °C tot 19 °C, afhankelijk van de ligging. Gemiddeld valt er op de Nieuw-Siberische Eilanden 132 mm neerslag per jaar.
Het eerste nieuws over het bestaan van de eilanden deed de ronde in het begin van de 18e eeuw en werd gebracht door de Kozak Jakov Permjakov. In 1712 bereikte zijn expeditie de Ljachovski-eilanden. In het begin van de 19e eeuw werden de eilanden verder in kaart gebracht door Jakov Sannikov, Matvej Gedensjtrom en anderen.
Sannikovland (spookeiland)